# کوهی اودا
کوهی اودا (ژاپنی: 上田 航平؛ زادهٔ ۲۶ ژوئن ۱۹۹۸) یک بازیکن فوتبال اهل ژاپن است.
از باشگاه‌هایی که در آن بازی کرده‌است می‌توان به باشگاه ورزشی یوکوهاما اشاره کرد.